# Phryxe vicina
Phryxe vicina là một loài ruồi trong họ Tachinidae.